# Anthony Albert Mordaunt Hamilton
Anthony Albert Mordaunt Hamilton (* 9. Dezember 1909 in Paarl; † unbekannt) war ein südafrikanischer Botschafter.

## Leben
Anthony Albert Mordaunt Hamilton war der Sohn von George Hamilton. Er heiratete am 2. April 1938 Emily Cardross-Grant. Er besuchte die Rondebosch Boys’ High School, die Jeppe High School for Boys und das New Colledge Oxford. Oxford Wits verlieh ihm den Grad Bachelor ehrenhalber der University Wits. Er wurde zum Gesandtschaftssekretär erster Klasse ernannt und auf die Generalversammlungen der Vereinten Nationen 1947, 1948 und 1951 gesandt. Von 1954 bis 1957 war er Gesandtschaftsrat. Am 31. August 1957 war er Sondergesandter zur Feier der Unabhängigkeit von Malaysia. 1958 war er Sondergesandter zur Feier der Unabhängigkeit von Ceylon. Von 10. September 1957 bis 27. März 1961 war er Hochkommissar in Canberra. Von 29. März 1961 bis 30. August 1965 war er Gesandter in Stockholm und war gleichzeitig in Helsinki Finnland akkreditiert. Von 6. September 1965 bis 3. Dezember 1968 war er Botschafter in Madrid. 1969 war er Staatssekretär im südafrikanischen Außenministerium. Von 4. September 1970 bis 1974 hatte er Exequatur als Generalkonsul in Tokio. Nach seiner Versetzung in den Ruhestand 1974 wurde er 1975 Direktor der Standard General Insurance.